# Pływanie na Letnich Igrzyskach Olimpijskich 2012 – 4 × 200 m stylem dowolnym mężczyzn
Pływanie na Letnich Igrzyskach Olimpijskich 2012 - 4 × 200 m stylem dowolnym mężczyzn – jedna z konkurencji pływackich rozgrywanych podczas XXX Letnich Igrzysk Olimpijskich w Londynie.

## Statystyka

### Rekordy
Tabela przedstawia rekordy olimpijski, świata oraz poszczególnych kontynentów w tej konkurencji.
| Rekord świata     | Stany Zjednoczone Michael Phelps Ricky Berens David Walters Ryan Lochte    | 6:58.55 | Rzym, Włochy | 31.07.2009 |
| Rekord olimpijski | Stany Zjednoczone Michael Phelps Ryan Lochte Ricky Berens Peter Vanderkaay | 6:58.56 | Pekin, Chiny | 13.08.2008 |

## Terminarz
| Data                  | Czas  | Runda      |
| --------------------- | ----- | ---------- |
| Wtorek, 31 lipca 2012 | 11:02 | Eliminacje |
| Wtorek, 31 lipca 2012 | 20:51 | Finał      |

## Wyniki
Do zawodów przystąpiło 16 sztafet, które zostały podzielone na 2 biegi eliminacyjne. Do półfinałów awansowało 8 drużyn z najlepszymi czasami. Najlepszy wynik z kwalifikacji osiągnęły Stany Zjednoczone, a ostatni czas dający awans należał do Węgrów, którzy ukończyli zmagania z rezultatem 7:11.64.
Finał odbył się tego samego dnia co eliminacje. Zwycięzcami zostały Stany Zjednoczone kończąc wyścig z czasem 6:59.70. Srebrny medal zdobyła Francja z rezultatem 7:02.77, a brązowy medal wywalczyły Chiny z wynikiem 7:06.30.

### Eliminacje
| Poz. | Bieg | Zawodnicy | Narodowość        | Wynik   | Uwagi |
| ---- | ---- | --- | ----------------- | ------- | ----- |
| 1.   | 2    | Charlie Houchin (1:48.22) Matt McLean (1:46.68) Davis Tarwater (1:46.33) Conor Dwyer (1:45.52)                   | Stany Zjednoczone | 7:06.75 | Q     |
| 2.   | 1    | Jérémy Stravius (1:47.42) Amaury Leveaux (1:47.56) Grégory Mallet (1:47.87) Clément Lefert (1:46.33)             | Francja           | 7:09.18 | Q     |
| 3.   | 1    | Tim Wallburger (1:48.10) Dimitri Colupaev (1:47.47) Clemens Rapp (1:48.04) Paul Biedermann (1:45.62)             | Niemcy            | 7:09.23 | Q     |
| 4.   | 2    | David McKeon (1:48.25) Cameron McEvoy (1:47.89) Ned McKendry (1:47.55) Ryan Napoleon (1:46.81)                   | Australia         | 7:10.50 | Q     |
| 5.   | 2    | David Carry (1:48.82) Ross Davenport (1:47.59) Rob Bale (1:49.85) Robbie Renwick (1:46.44)                       | Wielka Brytania   | 7:10.70 | Q     |
| 6.   | 2    | Lü Zhiwu (1:48.83) Li Yunqi (1:47.27) Jiang Haiqi (1:47.56) Dai Jun (1:47.69)                                    | Chiny             | 7:11.35 | Q     |
| 7.   | 1    | Darian Townsend (1:48.09) Jean Basson (1:48.12) Sebastien Rousseau (1:47.67) Chad le Clos (1:47.63)              | Południowa Afryka | 7:11.51 | Q     |
| 8.   | 1    | Dominik Kozma (1:47.24) Péter Bernek (1:48.94) László Cseh (1:48.19) Gergő Kis (1:47.27)                         | Węgry             | 7:11.64 | Q     |
| 9.   | 1    | Yuki Kobori (1:48.00) Sho Sotodate (1:47.30) Chiaki Ishibashi (1:48.38) Yūya Horihata (1:48.06)                  | Japonia           | 7:11.74 |       |
| 10.  | 2    | Artiom Łobuzow (1:48.30) Jewgienij Łagunow (1:47.40) Michaił Poliszczuk (1:48.82) Aleksandr Suchorukow (1:47.34) | Rosja             | 7:11.86 |       |
| 11.  | 1    | Gianluca Maglia (1:48.39) Alex di Giorgio (1:47.93) Riccardo Maestri (1:47.94) Marco Belotti (1:48.53)           | Włochy            | 7:12.69 |       |
| 12.  | 2    | Dieter Dekoninck (1:48.62) Glenn Surgeloose (1:48.22) Louis Croenen (1:49.32) Pieter Timmers (1:48.28)           | Belgia            | 7:14.44 | NR    |
| 13.  | 1    | Daniel Skaaning (1:48.98) Pál Joensen (1:49.40) Anders Lie (1:47.59) Mads Glæsner (1:49.07)                      | Dania             | 7:15.04 | NR    |
| 14.  | 2    | Blake Worsley (1:48.23) Colin Russell (1:48.54) Tobias Oriwol (1:49.24) Alec Page (1:49.21)                      | Kanada            | 7:15.22 |       |
| 15.  | 1    | Matthew Stanley (1:47.88) Steven Kent (1:49.92) Dylan Dunlop-Barrett (1:49.51) Andrew McMillan (1:49.87)         | Nowa Zelandia     | 7:17.18 |       |
| 16.  | 1    | David Brandl (1:49.80) Christian Scherübl (1:48.64) Markus Rogan (1:48.13) Florian Janistyn (1:51.37)            | Austria           | 7:17.94 |       |

### Finał
| Poz. | Zawodnicy                                                                                            | Narodowość        | Wynik   | Uwagi |
| ---- | --- | ----------------- | ------- | ----- |
|      | Ryan Lochte (1:45.15) Conor Dwyer (1:45.23) Ricky Berens (1:45.27) Michael Phelps (1:44.05)          | Stany Zjednoczone | 6:59.70 |       |
|      | Amaury Leveaux (1:46.70) Grégory Mallet (1:46.83) Clément Lefert (1:46.00) Yannick Agnel (1:43.24)   | Francja           | 7:02.77 | NR    |
|      | Hao Yun (1:47.12) Li Yunqi (1:46.46) Jiang Haiqi (1:47.17) Sun Yang (1:45.55)                        | Chiny             | 7:06.30 |       |
| 4.   | Paul Biedermann (1:46.15) Dimitri Colupaev (1:46.36) Tim Wallburger (1:47.48) Clemens Rapp (1:46.60) | Niemcy            | 7:06.59 |       |
| 5.   | Thomas Fraser-Holmes (1:46.13) Kenrick Monk (1:46.67) Ned McKendry (1:47.60) Ryan Napoleon (1:46.60) | Australia         | 7:07.00 |       |
| 6.   | Robbie Renwick (1:46.93) Ieuan Lloyd (1:47.40) Rob Bale (1:47.45) Ross Davenport (1:47.40)           | Wielka Brytania   | 7:09.33 |       |
| 7.   | Darian Townsend (1:47.25) Sebastien Rousseau (1:47.36) Chad le Clos (1:47.15) Jean Basson (1:47.25)  | Południowa Afryka | 7:09.65 |       |
| 8.   | Dominik Kozma (1:46.94) László Cseh (1:48.06) Péter Bernek (1:48.74) Gergő Kis (1:49.92)             | Węgry             | 7:13.66 |       |